# 路面運送における労働時間及び休息時間の規律に関する条約
路面運送における労働時間及び休息時間の規律に関する条約（ろめんうんそうにおけるろうどうじかんおよびきゅうそくじかんのきりつにかんするじょうやく、英語: Convention concerning the Regulation of Hours of Work and Rest Periods in Road Transport）は、国際労働機関の条約。1939年6月28日に採択され、1955年3月18日に発効した。名前の通り、路面運送に従事する労働者の労働時間と休息時間を定めた条約であり、1979年の 路面運送における労働時間及び休息期間に関する条約で改正された。改正前のこの条約は2017年に廃止された。
2017年に廃止されるまで、キューバ、ウルグアイ、ペルー、中央アフリカ共和国が批准した。